# Monterey (kanion)

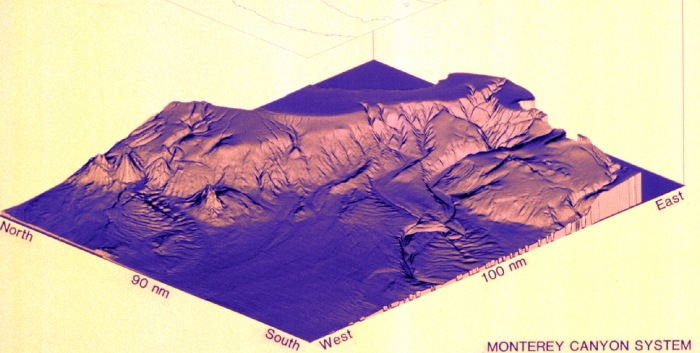
Wizualizacja komputerowa kanionu

Monterey, Monterey Canyon – rów tektoniczny o długości 153 km i maksymalnej głębokości 3600 m, położony na dnie zatoki Monterey Bay w Kalifornii.